# Енциклопедичний словник із визначною увагою до теперішніх часів
Conversations-Lexikon mit vorzüglicher Rücksicht auf die gegenwärtigen Zeiten (англ. Encyclopaedia with Special Regard to the Present Times, укр. Енциклопедичний словник із визначною увагою до теперішніх часів)-  німецька енциклопедія, видана в Лейпцигу, Німеччина в період між 1796 і 1808.
Енциклопедія була опублікована у 8 томах і 2762 сторінках. Була відредагована Доктором Renatus Gotthelf Löbel, який замінив Йоганна Хюбнера у тому числі з географії, історії, біографії, міфології, філософії, природознавства та інших тем. Томи I-IV (А - R) з'явилися між 1796 і 1800, том V з'явився в 1806 році. Цю роботу придбав і закінчив Фрідріх Арнольд Брокгауз в 1808 році. Вона лягла в основу багатьох видань Енциклопедії Брокгауза, яка продовжувала видання до 1 лютого 2014 року.